# Henri Massé
Henri Massé (2 marzo 1886 – Parigi, 9 novembre 1969) è stato un arabista e iranista francese.
Professore di Letteratura araba e di Letteratura persiana nell'Université d'Alger (Faculté des lettres), fu poi docente di lingua persiana nell'Ecole nationale des langues orientales vivantes di Parigi (1927-1958), di cui fu l'amministratore dal 1948 al 1958.